# Hermann Lüdemann

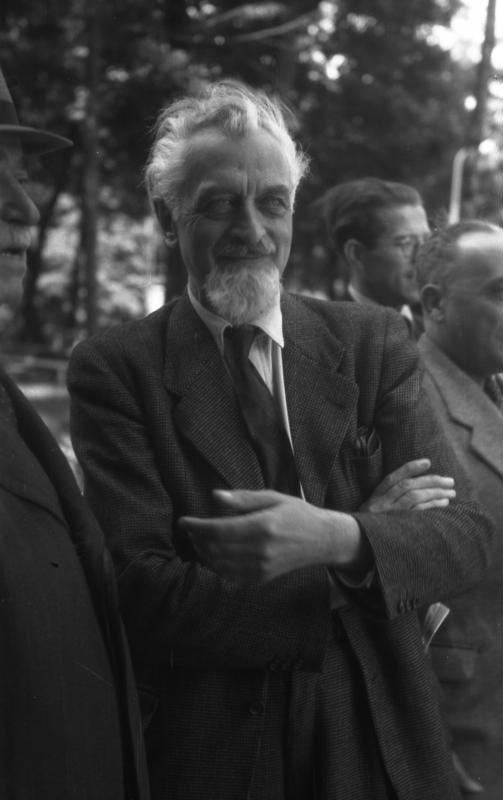
Hermann Lüdemann w roku 1948 na konferencji premierów zachodnich landów.

Hermann Lüdemann (ur. 5 sierpnia 1880 w Lubece, zm. 27 maja 1959 w Kilonii) – polityk niemiecki, członek SPD od roku 1912.
Po szkole podstawowej uczył się w szkołach technicznych, pracował najpierw jako maszynista na statkach morskich, a potem przez sześć lat jako inżynier.
W latach 1918–1919 członek berlińskiej Rady Robotniczej i Żołnierskiej. Poseł do Landtagu Prus (1919–1929)), w 1920 w rządzie pruskim jako minister finansów, w 1927 prezydent rejencji Lüneburg, od 1928 do 1932 nadprezydent Dolnego Śląska. Po dojściu Hitlera do władzy przetrzymywany w obozach koncentracyjnych (m.in. w KZ Dürrgoy we Wrocławiu) w latach 1933–1935. Po zwolnieniu pracował jako kierownik kina, aż do zamachu na Hitlera w lipcu 1944, po którym ponownie trafił do obozu.
Po wojnie ponownie w polityce, w latach 1946–1958 członek parlamentu krajowego Szlezwik-Holsztynu, a w latach 1947–1949 premier rządu w tym landzie.